# 낙성대공원
낙성대공원(落星垈公園)은 대한민국 서울특별시 관악구 봉천동에 있는 공원으로 고려 시대의 명장 강감찬 장군을 기리기 위해 만들어졌으며 서울대학교 후문 근처에 있다.

## 위치
낙성대공원은 낙성대역 북쪽으로 약 100m 정도 떨어진 봉천동 산 48번지에 강감찬 장군의 출생지로 알려진 낙성대가 있으며 공원안은 고려시대 3층 석탑이 자리하고 있고 큰 연못과 구름다리, 야외놀이마당, 울창한 수목이 들어서 있다.

## 공원 유래
고려 강감찬(948~1031) 장군은 역사상 나라를 구한 3대 영웅으로 추앙받는데 장군이 거란 대군에 맞서 승리로 이끈 귀주대첩은 고구려 을지문덕 장군의 살수대첩, 조선 이순신 장군의 한산대첩과 함께 역사에 길이 남는 승전으로 꼽힌다.
‘고려사’ 열전에서는 ‘어떤 사신이 한밤중 시흥군으로 들어오다가 큰 별이 떨어지는 것을 보고 사람을 보내 찾아보게 하니 별이 떨어진 집 부인이 사내아이를 낳았는데 그가 바로 강감찬이었다’고 탄생 일화를 적고 있다. 강 장군이 태어난 곳이 고려 땐 금주(衿州), 조선 시대에는 금천(衿川)으로 불렸다. 요즘으로 따지면 봉천동 일대인데, 최근 낙성대(落星垈)동으로 바뀌었다. 바로 옆 동네가 강 장군의 시호에서 이름을 딴 인헌동이다.
1973년부터 강 장군을 기리기 위해 낙성대공원이 들어섰다. 안국사라는 사당을 지어 강 장군의 영정을 모셨다. 귀주대첩도도 걸었다. 사당은 고려 시대 목조건물인 부석사 무량수전을 본떠 세워져 웅장하다. 영정은 1990년 도난당해 새로 그렸다. 인근 강 장군의 생가 터에 세워진 것으로 알려진 3층 석탑을 안국사 안으로 옮겨 왔다. 13세기 고려시대에 세운 탑이라는데 탑 맞은편에는 장군의 일대기를 적은 사적비를 세웠다. 1997년에는 공원 입구에 검을 들고 말을 타고 있는 강 장군 동상이 세워졌다.

## 행사
88서울올림픽이 열리던 해부터 시작된 강 장군을 기리는 축제가 해마다 열리는데 '인헌제'로 관악구에서는 '철쭉제'와 함께 2대 축제로 꼽힌다.

## 가는 방법
지하철 2호선 낙성대(강감찬)역 4번 출구를 이용하거나, 지선버스 5413, 5524, 5528번, 도시형버스 9,9-3번 간선버스 461, 641, 643, 650번을 이용하면 되며 다.

## 관련 유적
관악구에는 강감찬 장군의 흔적이 또 있는데 서울 지역에서 가장 오래된 나무로 알려진 굴참나무다. 낙성대와는 다소 거리가 있는 신림동 2차 건영아파트 단지 안에 있다. 강 장군이 지나가다가 꽂은 지팡이가 자라서 나무가 됐다는 전설이 내려온다. 나이가 1000살을 넘긴 것으로 추정된다. 높이 18m의 이 나무에선 요즘도 굵은 도토리가 열린다고 한다. 인근 남태령 고개에도 강 장군이 장난꾸러기 여우들을 꾸짖어 쫓았다는 전설이 얽혀 있다.

## 참고 문헌
- 《우리겨레 문화유산》, 서울 박경남 지음, 삼성당 펴냄(2008년)

 본 문서에는 서울특별시에서 지식공유 프로젝트를 통해 퍼블릭 도메인으로 공개한 저작물을 기초로 작성된 내용이 포함되어 있습니다.